# Кукушкин, Владимир Владимирович
Владимир Владимирович Кукушкин (30 марта 1925, Данилов — 25 июня 2007, Санкт-Петербург) — советский актёр театра кукол, народный артист РСФСР.

## Биография
Владимир Владимирович Кукушкин родился 30 марта 1925 года в Данилове Ярославской области, с детства увлекался кукольным театром, устраивая дворовые спектакли, делал кукол из пробок, палок, овощей. 
Во время Великой Отечественной войны ушёл добровольцем на фронт, защищал Ленинград, получил контузию. Войну закончил в Берлине.
После войны, в 1945 году, пришёл в Ленинградский государственный кукольный театр п/р Евгения Деммени (позже Театр марионеток имени Е. С. Деммени). К этому времени театральная студия при театре уже закончилась, и он учился у самого Деммени петрушечному искусству, у артистки Кадоловой — марионеточному. 
С 1954 года до конца жизни был актёром Ленинградского Большого театра кукол, где сыграл более 200 ролей.
Любимой куклой Кукушкина и его своеобразной визитной карточкой была кукольная обезьянка Жаконя. В 1960—1970-е годы Жаконя был популярным персонажем на Ленинградском телевидении в передаче «Про Тяпу, Ляпу и Жаконю». 
Главный режиссёр театра Виктор Сударушкин сказал об актёре:
«Владимир Владимирович не похож ни на одного другого артиста… Он может сыграть всё, что угодно… Его называют «Паганини с куклой». Это украшение ленинградской кукольной сцены. Говорить о нём трудно. Его нужно видеть и слышать…»
Умер 25 июня 2007 года в Санкт-Петербурге, похоронен на Никольском кладбище Александро-Невской лавры.

Могила Кукушкина на Никольском кладбище Александро-Невской лавры в Санкт-Петербурге.

## Награды и премии
- Боевые медали.
- Заслуженный артист РСФСР (22.06.1957).
- Народный артист РСФСР (27.07.1973).
- Орден Почёта (26.05.2005).
- Орден Дружбы (10.04.1995)
- Орден Отечественной войны II степени.
- Премия «Золотая маска» (2000).
- Театральная премия «Золотой софит» в номинации «За творческое долголетие и уникальный вклад в театральную культуру Санкт-Петербурга».
- Благодарность Министра культуры и массовых коммуникаций Российской Федерации (24.03.2005) — за большой вклад в развитие театрального искусства России и в связи с 60-летием актерской деятельности[2].

## Работы в театре
Ленинградский кукольный театр п/р Деммени
- «Сказка о мёртвой царевне и семи богатырях» А. С. Пушкина — царевич Елисей
- 1948 — «Проказницы Виндзора» У. Шекспира — Пистоль

Большой театр кукол
- 1956 — «В золотом раю» по роману К. Чапека «Из жизни насекомых» — Феликс, Сверчок
- 1958 — «Прелестная Галатея» Б. Гадора и С. Дарваша — Ганимед и Аполлон
- 1963 — «О чём рассказали волшебники» В. Коростылёва — Айболит
- 1967 — «Неизвестный с хвостом» С. Прокофьевой — Плюшевый Тигрёнок
- 1968 — «Несусветная комедия» Б. Шевелофа и Л. Галбарта — Псевдол
- 1971 — «Сказка про Емелю» Б. и В. Сударушкиных — Царь
- 1973 — «Похождения бравого солдата Швейка» Я. Гашека — Швейк
- 1976 — «До третьих петухов» — Баба-Яга
- «Золотой телёнок» И. Ильфа и Е. Петрова  — Паниковский
- «Приключения Пифа» — Геркулес

## Фильмография
Актёр
- 2002 — Челябумбия — эпизод

Озвучивание
- 1965 — Тяпа, Ляпа и Жаконя (фильм-спектакль) — Жаконя
- 1968 — Винни Пух и Все все все... — Иа-иа
- 1974 — Сказка начинается
- 1976 — Будь моим слоном